# María Isabel Salvat Romero
María Isabel Salvat Romero, in religione Maria Purissima della Croce (Madrid, 20 febbraio 1926 – Siviglia, 31 ottobre 1998), è stata una religiosa spagnola della congregazione delle sorelle della compagnia della Croce: è stata proclamata beata nel 2010 ed è stata canonizzata nel 2015. La traduzione italiana del suo nome, presente nei bollettini della Sala Stampa vaticana e nella formula di canonizzazione, è “Maria dell’Immacolata Concezione”, in quanto adoperata nelle comunità italiane delle Sorelle della Compagnia della Croce.

## Biografia
Nacque a Madrid il 20 febbraio 1926 da Ricardo Salvat Albert e Margarita Romero Ferrer, una famiglia cattolica di buon livello sociale. Battezzata il 27 febbraio, frequentò l'Istituto della Beata Vergine Maria delle Madri Irlandesi di Madrid. Il 24 maggio 1932 ricevette la Prima comunione. Nel 1936, a causa della guerra civile spagnola, la sua famiglia riparò a Figueira da Foz, in Portogallo, tornando in patria due anni dopo.
Quando suor Ana Maria, che faceva parte delle Sorelle della Compagnia della Croce, cominciò a frequentare la sua casa, sorse nella bambina il desiderio di scegliere quella via e iniziò a frequentare il convento della religiosa.
I genitori approvarono la sua scelta e l'8 dicembre 1944, a diciotto anni, entrò come postulante nella Compagnia delle Sorelle della Croce. La vestizione religiosa avvenne il 9 giugno 1945, e Maria Isabel prese il nome di suor Maria Purissima della Croce. La professione temporanea avvenne il 27 giugno 1947, mentre quella perpetua fu il 9 dicembre 1952. Appena professa fu destinata alla casa di Estepa e 5 anni dopo fu eletta Superiora della Comunità.
L'11 febbraio 1977 fu eletta Madre Generale della Compagnia della Croce, venendo rieletta due volte all'unanimità. Durante questo incarico, nel novembre 1982 fu beatificata a Siviglia da papa Giovanni Paolo II suor Angela della Croce, fondatrice della congregazione. All'amore per i poveri Maria aggiungeva la cura della salute spirituale delle consorelle.
Nel 1994 si ammalò di tumore e subì un intervento di mastectomia, riprendendo in breve tempo la sua normale attività. Quattro anni dopo le fu diagnosticato un nuovo tumore al fegato e ai polmoni, che affrontò con coraggio e serenità. Morì a 72 anni il 31 ottobre 1998, le sue spoglie si trovano nella cappella accanto al sepolcro dove riposa il corpo incorrotto della fondatrice, nella Casa Madre delle Sorelle della Compagnia della Croce a Siviglia.

## Culto
Papa Benedetto XVI l'ha riconosciuta venerabile il 17 gennaio 2009 e il 27 marzo 2010 ha decretato l'autenticità di un miracolo attribuito alla sua intercessione, consentendone la beatificazione. Il prefetto della Congregazione delle cause dei santi, Angelo Amato, ha presieduto il rito di beatificazione, celebrato il 18 settembre 2010 nello Stadio Olimpico de la Cartuja a Siviglia.
Dopo il riconoscimento di un secondo miracolo è stata canonizzata il 18 ottobre 2015 da papa Francesco. 
La Chiesa la ricorda il 31 ottobre.

### Il miracolo per la beatificazione
Ana María Rodríguez Casadoera era nata a La Palma del Condado, in Spagna, con una cardiopatia congenita per cui portava un pacemaker da quando aveva tredici mesi. All'età di tre anni, nel gennaio 2004, ebbe un arresto cardiorespiratorio, causato da un guasto del dispositivo che le era stato installato. La carenza di ossigeno le aveva provocato danni al cervello, costringendola su una sedia a rotelle dopo una lunga degenza ospedaliera.
La madre della piccola allora, ricevuta da due suore della Compagnia della Croce, passò un'immaginetta di madre Maria sulla testa della bambina che, pochi minuti dopo, fu in grado di scendere dalla carrozzella, riprendendo in breve tempo anche a parlare. Il 2 luglio 2009 la Consulta Medica dichiarò la guarigione scientificamente inspiegabile. Dopo il parere positivo della Consulta Teologica, il 27 marzo 2010 papa Benedetto XVI firmò il decreto con cui la guarigione era dichiarata miracolosa.  Il 18 settembre 2010, a Siviglia, madre Maria fu proclamata beata. In quell'occasione Ana Maria, che aveva dieci anni, fece la sua Prima comunione

### Il miracolo per la canonizzazione
Francisco José Carretero Diez, nel settembre 2012, a 44 anni, affetto da una cardiomiopatia dilatativa con grave disfunzione del ventricolo sinistro, aveva avuto un arresto cardiorespiratorio di 27 minuti, che aveva provocato danni cerebrali irreversibili lasciandolo in coma, durante il quale i suoi amici della confraternita della Madonna della Speranza di Siviglia avevano iniziato una catena di preghiere alla Beata Maria Purissima della Croce. 
Dopo due settimane di degenza, quando già medici avevano prospettato la donazione degli organi in previsione della morte clinica, Francisco si riprese improvvisamente e completamente. Il 6 novembre 2014 la Consulta Medica dichiarò la guarigione scientificamente inspiegabile. Dopo il parere positivo della Consulta Teologica, il 5 maggio successivo papa Francesco firmò il decreto con cui la guarigione veniva dichiarata miracolosa, rendendo possibile la canonizzazione, celebrata a Roma il 18 ottobre 2015.